# Permotipulidae
Los permotipúlidos (Permotipulidae) son una familia extinta de insectos pertenecientes al orden Protodiptera.
Presentan una interesante conexión entre Mecoptera y Diptera, con dos pares de alas pero las posteriores están muy reducidas. Originalmente se pensó que estaban más relacionados con los dípteros y se los llamó "la mosca más antigua". Pero ahora se piensa que no son dípteros sino más relacionados con Mecoptera (Carpenter, 1992).
Tiene dos géneros, ambos del Pérmico: Permotipula y Permila, definidos a partir de las especies tipo Permotipula patricia (Tillyard, 1929) y Permila borealis (Martynova, 1961; Willman, 1989).